# The Missing Link (album Rage)
The Missing Link – siódmy album studyjny niemieckiego zespołu heavymetalowego Rage. Wydawnictwo ukazało się 1 sierpnia 1993 roku nakładem wytwórni muzycznej Noise Records. Nagrania zostały zarejestrowane między majem a czerwcem 1993 roku w Rocktech Studio w Berlinie. To ostatni album zespołu, na którym zagrał gitarzysta Manni Schmidt.

## Lista utworów
Opracowano na podstawie materiału źródłowego.
1. "Firestorm" - 4:57
2. "Nevermore" - 4:27
3. "Refuge" - 3:39
4. "The Pit and the Pendulum" - 4:17
5. "From the Underworld" - 3:09
6. "Certain Days" - 5:45
7. "Who Dares" - 4:27
8. "Wake Me When I'm Dead" - 5:20
9. "Lost in the Ice" - 9:48
10. "Her Diary's Black Pages" - 3:35
11. "The Missing Link" - 4:23
12. "Raw Caress" - 5:24

## Skład zespołu
Opracowano na podstawie materaiłu źródłowego.
- Peter "Peavy" Wagner - wokal, gitara basowa
- Manni Schmidt - gitara
- Chris Efthimiadis - perkusja